# Фазанерия (стадион)
Фазанерия (слов. Mestni stadion Fazanerija) — многофункциональный стадион в словенском городе Мурска-Собота. Домашняя арена футбольного клуба «Мура». Общая вместимость стадиона составляет около 4700 человек.

## История
В 1934 году муниципалитет Мурска-Собота принял решение о строительстве главного городского стадиона. Главным архитектором стал Франк Новак. Стадион был официально открыт 28 июня 1936 года, став домашней ареной для ФК «Мура». Первоначально стадион назывался Stadion Viteškega Kralja Aleksandra I. Zedinitelja, в честь Александра I Карагеоргиевича.
В период с 1994 по 2020 год стадион постоянно модернизировался. Были построены дополнительные трибуны и прожектора. В 2017 году на стадионе реконструировали внутренние помещения и раздевалки под стандарты УЕФА. После реконструкции 2020 года была построена крыша над трибунами.

## Соревнования
Стадион принимает домашние матчи ФК «Мура». Так же на стадионе проводилось 3 матча сборной Словении и несколько матчей женской сборной Словении.
| Дата              | Турнир            | Хозяева  | Счёт | Гости    |
| ----------------- | ----------------- | -------- | ---- | -------- |
| 19 июня 1991 года | Товарищеский матч | Словения | 0-1  | Хорватия |
| 22 апреля 1998    | Товарищеский матч | Словения | 1-3  | Чехия    |
| 20 августа 2003   | Товарищеский матч | Словения | 2-1  | Венгрия  |